# Фрідріх Кріхубер
Фрідріх (Фріц) Кріхубер (нім. Friedrich (Fritz) Kriehuber; 7 червня 1834, Відень, Австрія — 12 жовтня 1871, там само) — австрійський художник-літографіст.

## Життєпис
Народився 7 червня 1834 року у Відні. Син Йозефа Кріхубера.
Від 1848 року навчався у Віденській академії образотворчих мистецтв. Спочатку працював як художник-пейзажист, потім, під впливом батька, став займатися літографією. Багато його робіт надруковано в ілюстрованих журналах.
Помер 12 жовтня 1871 року у Відні.

## Деякі роботи

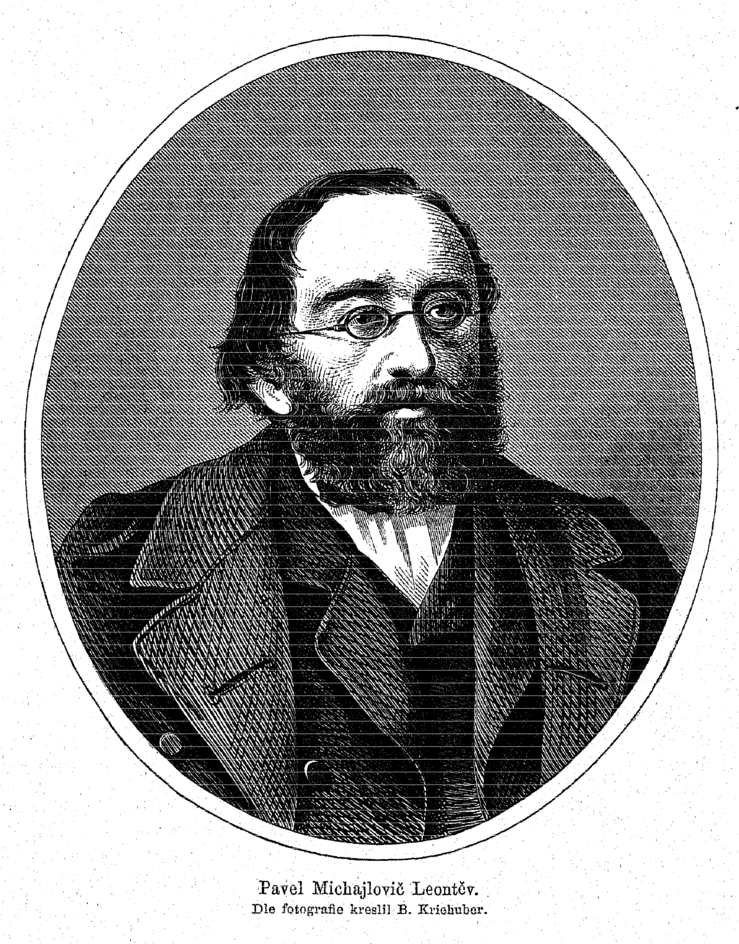
Павло Леонтьєв[ru]
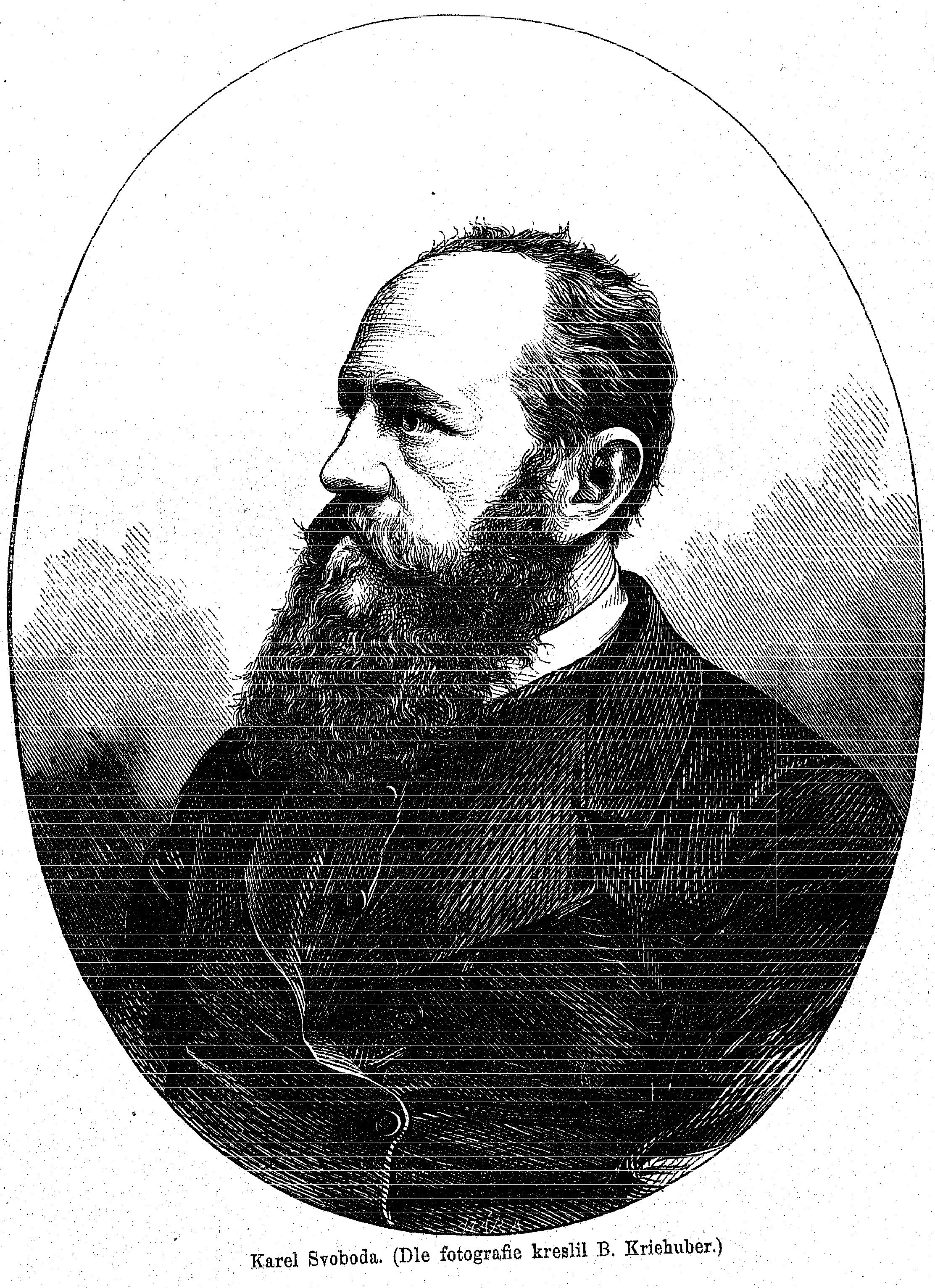
Карл Свобода[cs]
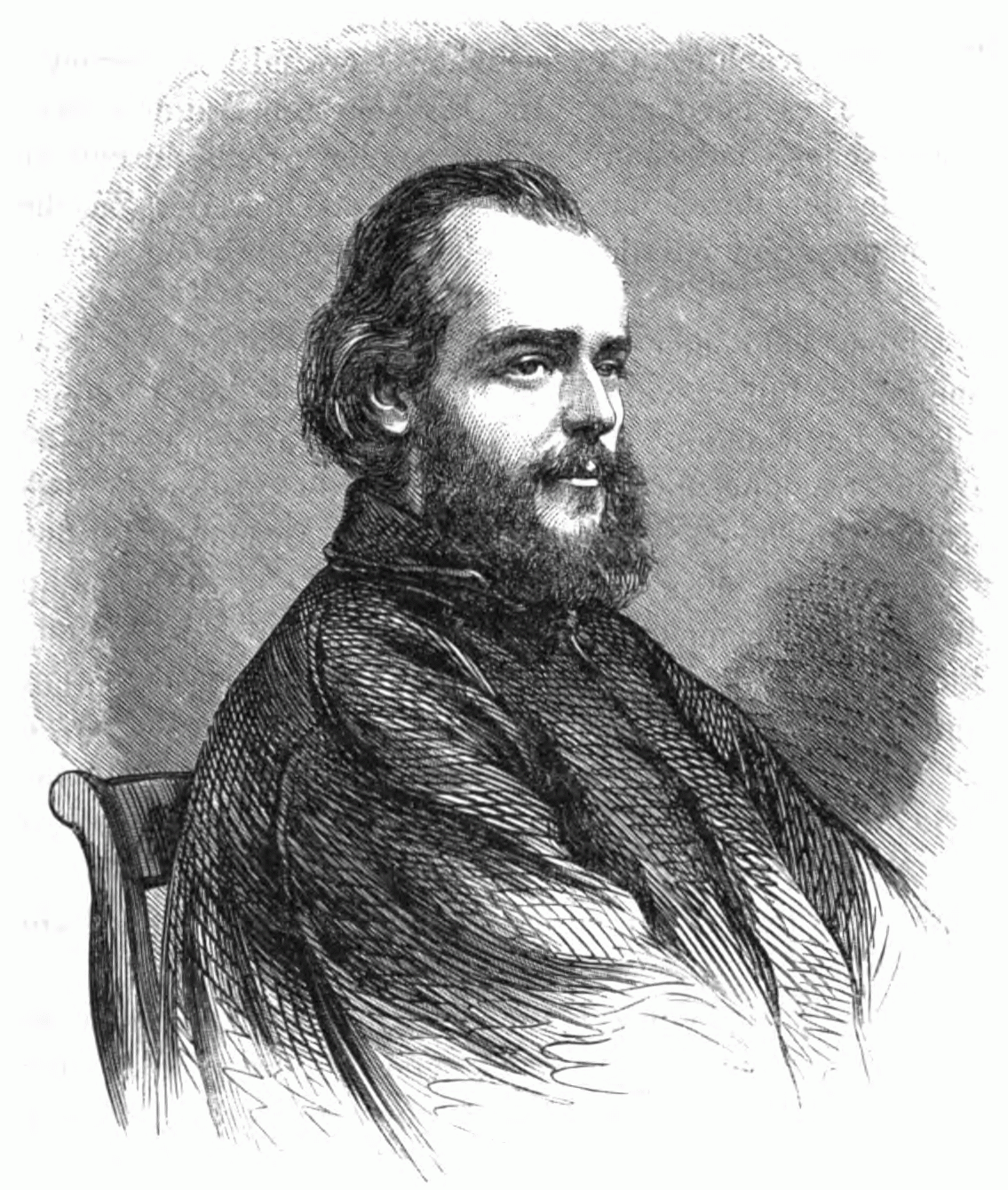
Ярослав Чермак